# Hafen Großensiel

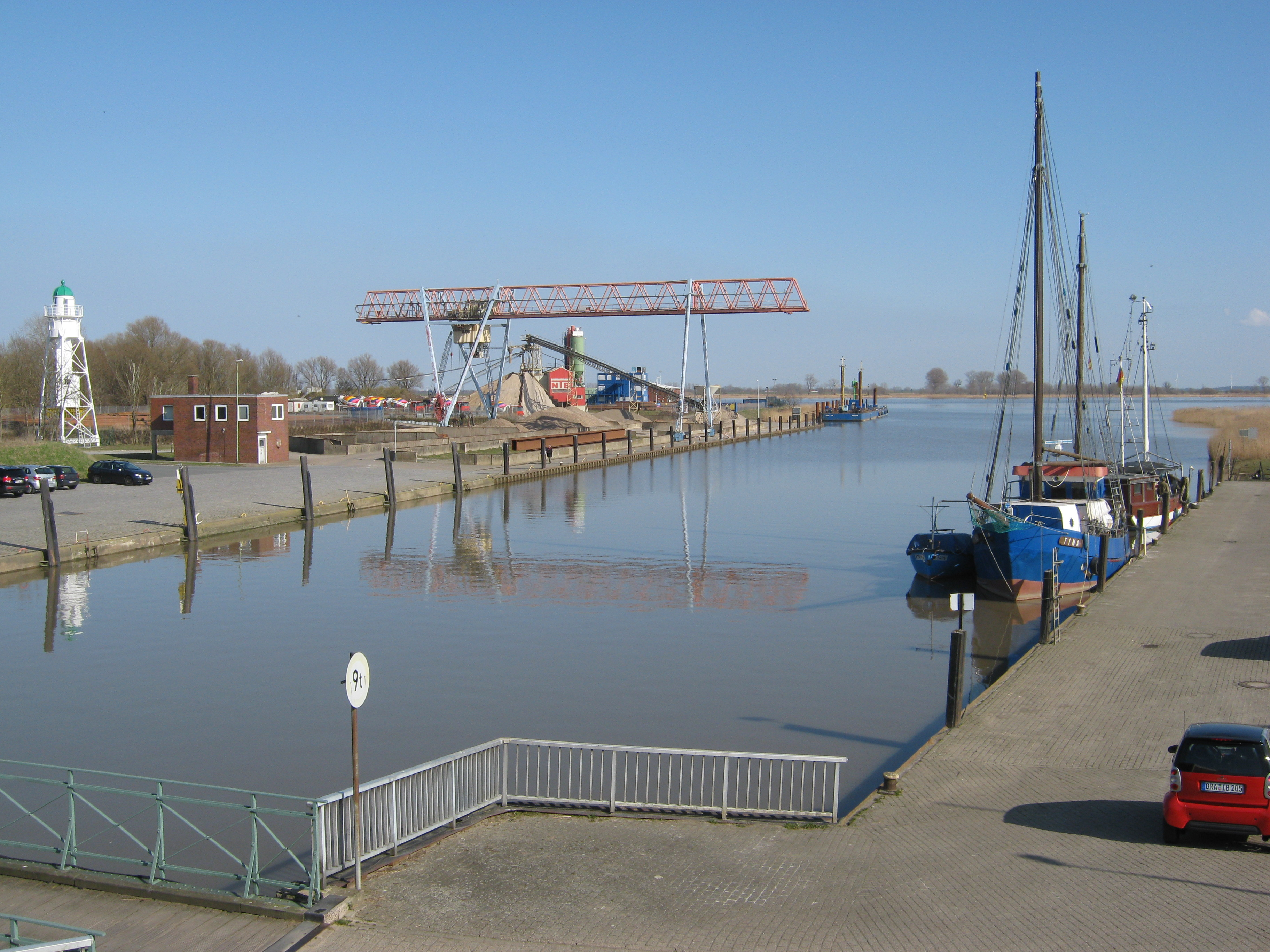
Hafenbecken des Großensieler Hafens bei Hochwasser

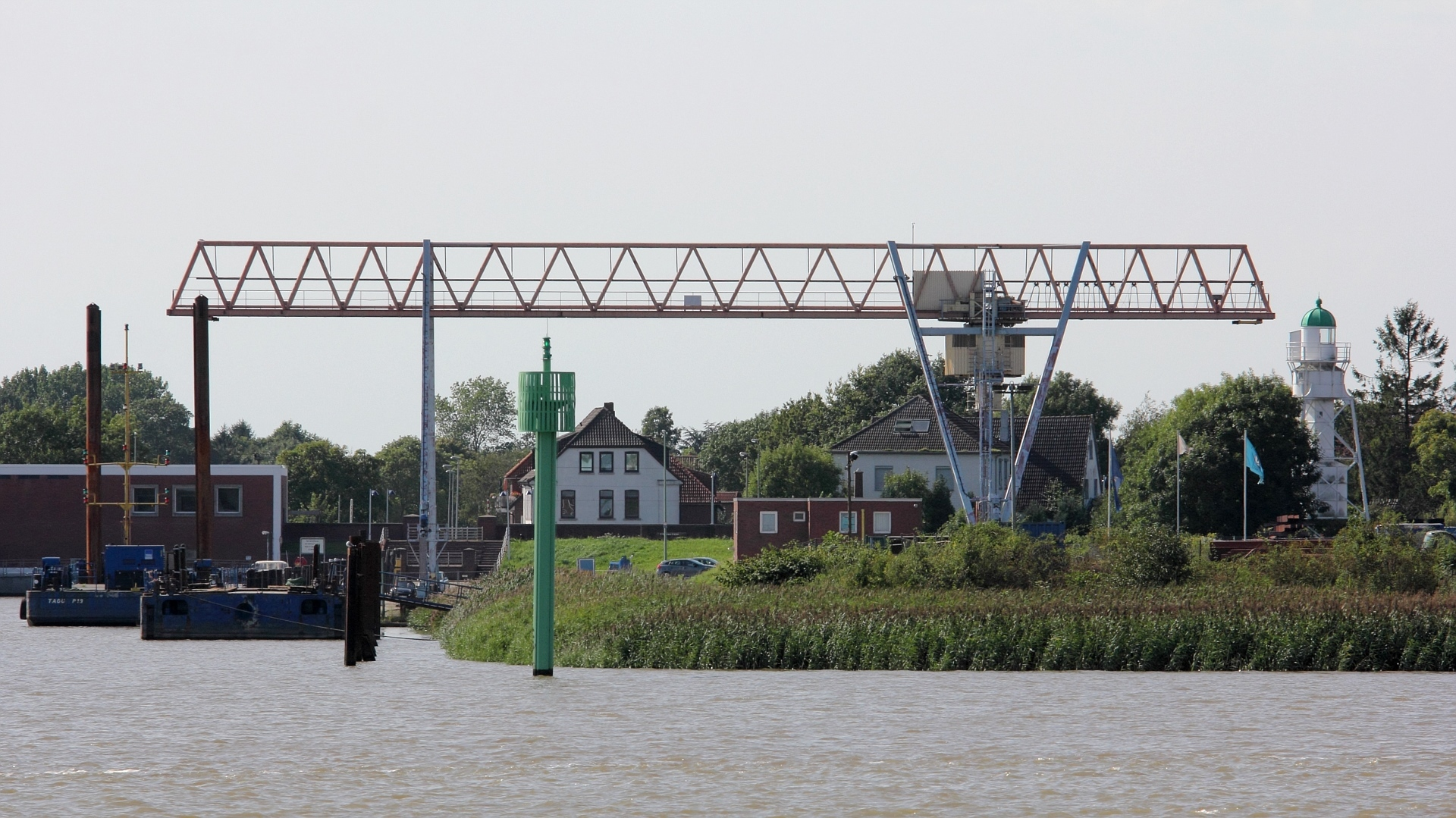
Molenfeuer am Hafen Großensiel, Verladebrücke und Unterfeuer (rechts)

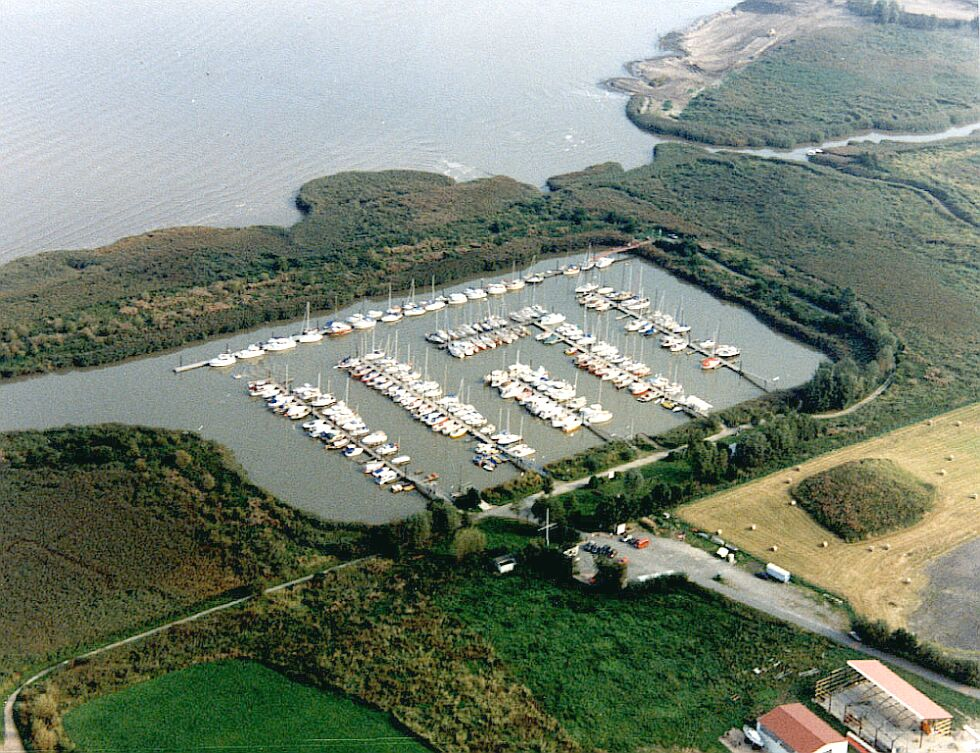
Sportboothafen Nordenham bei Hochwasser

Der Hafen Großensiel ist ein Hafen an der Unterweser und gehört zu Nordenham-Großensiel in Niedersachsen. 
Am Ende des Hafenbeckens befindet sich das Siel-Schöpfwerk für das Abbehauser Sieltief, das bei Niedrigwasser das Binnenland in die Weser entwässert. 

## Der Hafen
Der Hafen ist ein Fischerei- und Industriehafen. Kutter sind allerdings schon seit mehreren Jahren nicht mehr dort beheimatet. Industriell hat der Hafen bis heute eine Bedeutung. Ein ansässiges Zementwerk nutzt den Hafen. 
Der Hafen ist von der Tide abhängig. Der Tidenhub beträgt bis zu 4 Meter. Der Hafen wird vom Niedersächsischen Landesbetrieb Niedersachsen Ports GmbH & Co. KG betrieben.
Die Zufahrt zum Hafen wird durch ein an der Weser stehendes Molenfeuer (Int. Nr. B 1290) markiert. Es handelt sich um einen 11 m hohen, grünen Masten mit belatteter Galerie.

## Sportboothafen
Seit 1983 geht direkt vom Großensieler Hafen südlich über einen kleinen Verbindungskanal der Großensieler Sportboothafen ab. Im Sportboothafen gibt es sechs Steganlagen für 260 Segel- und Motorboote. Der Sportboothafen wurde 1983 in einem ehemaligen Priel gebaut. Da der Sportboothafen starker Verschlickung ausgesetzt ist, muss er jährlich ausgebaggert werden. Trotzdem fällt der Sportboothafen bei Niedrigwasser komplett trocken, ist aber für Boote mit einem Tiefgang bis zu 2,5 m bei Hochwasser problemlos zu befahren. Der Schlick im Hafen ist weich, so dass Kiele von größeren Segelyachten beim Trockenfallen einfach darin verschwinden.

## Richtfeuerlinie Großensiel
Im Hafengebiet stehen auch das Unter- und Oberfeuer der Richtfeuerlinie Großensiel. Das 17 m hohe Unterfeuer (Int. Nr. B 1284) stammt bereits aus dem Jahr 1898. Das 23 m hohe Oberfeuer (Int. Nr. B 1284.1) steht 405 m weiter südlich auf dem Deich. Es wurde 1961 in Betrieb genommen. Die Richtfeuerlinie dient dem weseraufwärts fahrenden Schiffsverkehr zur Navigation.